# 斯凱柳瓦泰 (波洛希區)
47°17′9″N 35°55′51″E / 47.28583°N 35.93083°E
斯凯柳瓦泰（烏克蘭語：Скелювате）是位於烏克蘭東南部的村莊，由扎波羅熱州波洛希區的托克馬克市鎮負責管轄。該村處於托克馬克河畔，距離特魯多韋2.5公里，始建於1842年，面積24.6平方公里，海拔高度93米，2001年人口216。